# Narodna zastava
Narodna zastava je zastava koja simbolizira određeni narod ili narodnosnu skupinu. Predstavljaju ih preko kulturnih ili političkih pokreta tog naroda ili narodnosne skupine. Često se njima služe nacionalne manjine ali i nacionalne većine, posebno u državama u kojima živi više naroda. Uporabu te zastave vlada države može dopustiti u vidu afirmiranja nacionalnih prava. Nekad država zabranjuje neke narodne zastave, jer zbog asimilatorske politike ne priznaje postojanje te nacionalne zajednice ili uporabu te zastave smatra vidom separatizma ili iredentizma.
Hrvatska je imala nekoliko zastava koje su bile narodne zastave, a koje su bile službeno ili neslužbeno zabranjivane u raznim režimima.
U Hrvatskoj se propisana manjinska zastava razlikuje se od matične nacionalne zastave samo u razmjeru (tipično 1:2 za zastave u Hrvatskoj prema 2:3 u domovini). Razliku se ne čini namjerno, nego radi prilagođavanja veličine manjinske zastave veličini hrvatske nacionalne zastave uz koju se redovito ističe.
Danas u Hrvatskoj narodnu zastavu imaju Srbi, Talijani, Česi i Rusini. Srbi i Česi sproveli su postupak odobrenja svojih simbola prema zakonu iz 2002. godine, Talijanima je određena je statutom Talijanske unije, nije bila potvrđena prema zakonu, a koristi se u gradovima i općinama sa značajnom talijanskom populacijom zajedno s nacionalnom zastavom i lokalnim zastavama po tradiciji već od osnivanja Republike Hrvatske dok je od 1945. do 1990. još sadržavala crvenu zvijezdu petokraku. Rusini svoju zastavu koriste diljem svijeta.
U Hrvatskoj u vrijeme Jugoslavije narodnu zastavu imali su Nijemci, Mađari, Česi, Talijani, Slovaci te istu zastavu za Ukrajince i Rusine. Koristili od 1947. a uzima se da su izašle iz uporabe 1990.